# Christian Wilhelm Kindleben
Christian Wilhelm Kindlebn, krótko Kindleben (ps. Michael Brephobius, Florido; ur. 4 października 1748 w Berlinie, zm. w 1785 w Jenie) – niemiecki teolog, pisarz i publicysta, autor znanej obecnie wersji Gaudeamus igitur.

## Życiorys
Pomimo pochodzenia z ubogiej rodziny, dzięki pomocy Gönnerów mógł studiować teologię w Halle and der Saale. Później pracował na różnych stanowiskach jako duszpasterz i nauczyciel. Pracował również jako pisarz i redaktor. W 1778 roku pomagał w działalności filantropijnej Johanna Bernharda Basedowa w Dessau. Po ukończeniu w 1779 studiów na Uniwersytecie w Wittenberdze, ubiegał się o przyjęcie na stanowisko docenta. Z uwagi na wcześniejsze zwolnienia ze stanowiska, w 1781 roku Kindleben został wydalony również z Halle. W ostatnich latach utrzymywał się w Berlinie, Lipsku i Dreźnie z pisarstwa.
Kindleben jest obecnie znany przede wszystkim z wydania Studenten-Lexicon, jednej z najważniejszych publikacji dotyczących języka studenckiego i kultury studenckiej XVIII wieku. Tam obszernie udokumentował wyrażenia obecnie używane w codziennym języku niemieckim. Wydane przez niego w 1781 roku dzieło było pierwszym na świecie drukowanym zbiorem pieśni studenckich, które były przekazywane ustnie. Niektóre z nich przerobiono i przygotowano do druku.
Jako że wtedy kultura studencka nie była społecznie akceptowana, obydwa te dzieła zostały skonfiskowane przez prorektora tamtejszego uniwersytetu i zostały stamtąd wywiezione. W jego „Pieśniach studenckich” (niem. Studentenlieder) opublikowana została powszechnie uznawana w dzisiejszych czasach wersja Gaudeamus igitur, najbardziej znanej i najczęściej wykonywanej na świecie pieśni studenckiej, a jego autorstwo jest dziś powszechnie uznawane z powodu przerobienia utworu posiadającego długą tradycję przekazywaną ustnie.

## Wybrane dzieła

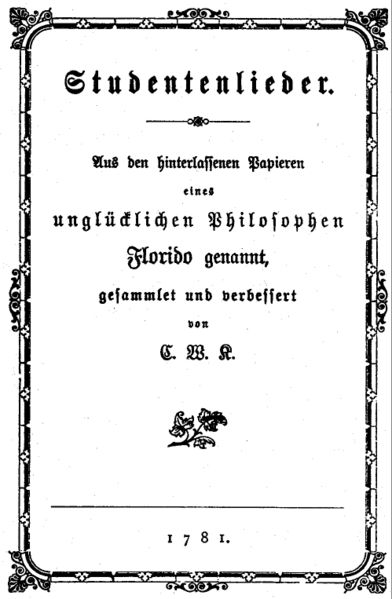
Studentenlieder – Okładka pierwszego wydanie Niemieckiego Śpiewnika Studenckiego z 1781

- Studentenlieder: Aus den hinterlassenen Papieren eines unglücklichen Philosophen Florido genannt, Halle (Saale) 1781
- Studenten-Lexicon: aus den hinterlassenen Papieren eines unglücklichen Philosophen Florido genannt, Halle (Saale) 1781, wielu wydawców
- Über die Non-Existenz des Teufels, Berlin 1776
- Der Teufeleien des 18. Jahrhunderts letzter Act, Leipzig 1779
- Vermischte Gedichte, Berlin-Leipzig 1779
- Geistliche Gedichte und Lieder, ohne Ortsangabe 1781
- Die allerneueste deutsche Orthographie des 18. Jahrhundert Frankfurt/Main- Leipzig 1779
- Leben u. Abentheuer des Küsters zu Kummersdorf Willibald Schluterius. Halle 1779
- Ueber den Ursprung der Perücken. Berlin 1779
- Matthias Lukretius, sonst Votius genannt; oder Geschichte eines verunglückten und metamorphisierten Kandidaten. 2 Teile, Halle 1780
- Emanuel Hartensteins eines peregrinierenden Weltbürgers Reise von Berlin über Rostock nach Dresden., Halle 1780
- Florido oder Geschichte eines unglücklichen Philosophen., Halle 1781
- Moralische Fragmente zur Kenntniß des Menschen, in Briefen. nieznane miejsce wydania, 1782
- Zeitverkürzende Unterhaltungen aus Joseph II. ... Leben, nieznane miejsce wydania, 1782
- Der gehörnte Siegfried, ein Volksroman. 2 Teile, nieznane miejsce wydania, 1783